# Christiana (Vernon County, Wisconsin)
Die Town of Christiana ist eine von 21 Towns im Vernon County im US-amerikanischen Bundesstaat Wisconsin. Im Jahr 2010 hatte die Town of Christiana 931 Einwohner.
Town hat in Wisconsin eine grundlegend andere Bedeutung als im übrigen englischsprachigen Bereich. Vielmehr entspricht sie den in den anderen US-Bundesstaaten üblichen Townships, die nach dem County die nächstkleinere Verwaltungseinheit bilden.

## Geografie
Die Town of Christiana liegt im Südwesten Wisconsins, rund 55 km nordöstlich des am Mississippi gelegenen Schnittpunktes der drei Bundesstaaten Wisconsin, Iowa und Minnesota.
Die Town of Christiana liegt in der Driftless Area genannten eiszeitlich geformten Region, die sich über das südöstliche Minnesota, das südwestliche Wisconsin, das nordöstliche Iowa und das äußerste nordwestliche Illinois erstreckt. Bei der letzten Eiszeit, der sogenannten Wisconsin Glaciation, blieb die Region eisfrei, sodass sich die Flusstäler auch während dieser Zeit tiefer in das Plateau einschneiden konnten.
Die geografischen Koordinaten des Zentrums der Town of Christiana sind 43°41′06″ nördlicher Breite und 90°50′42″ westlicher Länge. Sie erstreckt sich über eine Fläche von 87,2 km².
Die Town of Christiana liegt im Norden des Vernon County und grenzt an folgende Nachbartowns und selbstständige Gemeinden:
| Town of Washington (La Crosse County) | Town of Portland (Monroe County)            | Town of Jefferson (Monroe County) |
| Town of Coon                          | Kompassrose, die auf Nachbargemeinden zeigt | Town of Clinton                   |
| Town of Jefferson                     | City of Westby Town of Viroqua              | Town of Webster                   |

## Verkehr
Auf einem gemeinsamen Streckenabschnitt verlaufen die US-Highways 14 und 61 durch den Südwesten der Town of Christiana. Der Wisconsin State Highway 27 führt in Nord-Süd-Richtung durch die gesamte Town. Daneben führen noch die County Highways P und 'X durch das Gebiet der Town. Alle weiteren Straßen sind untergeordnete Landstraßen, teils unbefestigte Fahrwege sowie innerörtliche Verbindungsstraßen.
Die nächsten Flughäfen sind der La Crosse Regional Airport (rund 60 km westnordwestlich), der Rochester International Airport in Rochester, Minnesota (rund 165 km westnordwestlich) und der Dane County Regional Airport in Wisconsins Hauptstadt Madison (rund 175 km ostsüdöstlich).

## Bevölkerung
Nach der Volkszählung im Jahr 2010 lebten in der Town of Christiana 931 Menschen in 348 Haushalten. Die Bevölkerungsdichte betrug 10,7 Einwohner pro Quadratkilometer. In den 348 Haushalten lebten statistisch je 2,68 Personen.
Ethnisch betrachtet setzte sich die Bevölkerung zusammen aus 99,0 Prozent Weißen, 0,3 Prozent Afroamerikanern, 0,1 Prozent (eine Person) Polynesiern sowie 0,2 Prozent aus anderen ethnischen Gruppen; 0,3 Prozent stammten von zwei oder mehr Ethnien ab. Unabhängig von der ethnischen Zugehörigkeit waren 1,2 Prozent der Bevölkerung spanischer oder lateinamerikanischer Abstammung.
26,2 Prozent der Bevölkerung waren unter 18 Jahre alt, 60,6 Prozent waren zwischen 18 und 64 und 13,2 Prozent waren 65 Jahre oder älter. 48,4 Prozent der Bevölkerung war weiblich.
Das mittlere jährliche Einkommen eines Haushalts lag bei 60.179 USD. Das Pro-Kopf-Einkommen betrug 29.292 USD. 3,9 Prozent der Einwohner lebten unterhalb der Armutsgrenze.

## Ortschaften in der Town of Christiana
Neben Streubesiedlung existiert in der Town of Christiana mit Newry eine gemeindefreie Siedlung.